# Eleccions comunals andorranes de 1999
Les eleccions comunals andorranes de 1999 es van celebrar el 12 de desembre de 1999 per escollir els consells comunals de les Parròques d'Andorra. Després de les eleccions, els consellers comunals van escollir els cònsols majors i menors de cada Comú, òrgan administratiu de cada parròquia.

## Sistema electoral
Els consells de comú han d'estar formats per un nombre parell de membres, sempre entre 10 i 16. El Consell de Comú de cada parròquia té la llibertat per escollir i modificar el nombre de consellers. Les persones que es vulguin presentar a les eleccions comunals han de perfeccionar una llista tancada que tingui almenys el mateix nombre de membres que escons a escollir. La candidatura ha de recollir avals d'un mínim del 0,5% del cens de la parròquia.
Cada elector només pot votar per una llista, sense alterar-ne ni l'ordre ni la composició.
La meitat dels escons queden assignats per al partit que hagi obtingut més vots als comicis. L'altra meitat dels escons es reparteix segons el mètode de les restes més altes, aplicant el quocient de Hare, incloent-hi el partit més votat. En cas que hi hagi empat en les llistes més votades, la meitat dels escons es reparteixen igual entre les forces que hagin empatat. Si no fos possible una distribució exacta, l'escó o els escons sobrants han de ser acumulats al nombre de consellers a repartir proporcionalment.

## Resultats

### Total nacional
| Partit                                        | Vots   | %    | Escons |
| --------------------------------------------- | ------ | ---- | ------ |
| Partit Liberal d'Andorra                      | 3.187  | 38,1 | 24     |
| Coalició pel Progrés                          | 2.416  | 28,9 | 13     |
| Llista de Progrés                             | 913    | 10,9 | 9      |
| Grup Democràtic Parroquial                    | 433    | 5,2  | 8      |
| Grup d'Opinió Liberal - Tradició i Progrés    | 432    | 5,2  | 2      |
| Partit Renovador d'Ordino                     | 269    | 3,2  | 8      |
| Coalició per la Qualitat de vida i el Progrés | 260    | 3,1  | 2      |
| Unió pel Progrés                              | 258    | 3,1  | 11     |
| Unitat i Renovació                            | 206    | 2,5  | 3      |
| Vots en blanc                                 | 1.087  | –    | –      |
| Vots nuls                                     | 45     | –    | –      |
| Total                                         | 9.506  | 100  | 80     |
| Cens/participació                             | 12.222 | 77,8 | –      |

### Canillo
| Partit             | Vots | %    | Escons |
| ------------------ | ---- | ---- | ------ |
| Unió pel Progrés   | 258  | 55,6 | 11     |
| Unitat i Renovació | 206  | 44,4 | 3      |
| Vots en blanc      | 12   | –    | –      |
| Vots nuls          | 1    | –    | –      |
| Total              | 477  | 100  | 14     |
| Cens/participació  | 536  | 89,0 | –      |

### Encamp
| Partit                   | Vots  | %    | Escons |
| ------------------------ | ----- | ---- | ------ |
| Llista de Progrés        | 913   | 76,2 | 9      |
| Partit Liberal d'Andorra | 285   | 23,8 | 1      |
| Vots en blanc            | 129   | –    | –      |
| Vots nuls                | 7     | –    | –      |
| Total                    | 1.334 | 100  | 10     |
| Cens/participació        | 1.686 | 79,1 | –      |

### Ordino
| Partit                                        | Vots | %    | Escons |
| --------------------------------------------- | ---- | ---- | ------ |
| Partit Renovador d'Ordino                     | 269  | 50,9 | 8      |
| Coalició per la Qualitat de vida i el Progrés | 260  | 49,1 | 2      |
| Vots en blanc                                 | 42   | –    | –      |
| Vots nuls                                     | 2    | –    | –      |
| Total                                         | 573  | 100  | 10     |
| Cens/participació                             | 666  | 86,0 | –      |

### La Massana
| Partit                                     | Vots  | %    | Escons |
| ------------------------------------------ | ----- | ---- | ------ |
| Grup Democràtic Parroquial                 | 433   | 50,1 | 8      |
| Grup d'Opinió Liberal - Tradició i Progrés | 432   | 49,9 | 2      |
| Vots en blanc                              | 70    | –    | –      |
| Vots nuls                                  | 1     | –    | –      |
| Total                                      | 936   | 100  | 10     |
| Cens/participació                          | 1.089 | 86,0 | –      |

### Andorra la Vella
| Partit                   | Vots  | %    | Escons |
| ------------------------ | ----- | ---- | ------ |
| Coalició pel Progrés     | 1.488 | 60,1 | 10     |
| Partit Liberal d'Andorra | 989   | 39,9 | 2      |
| Vots en blanc            | 226   | –    | –      |
| Vots nuls                | 6     | –    | –      |
| Total                    | 2.709 | 100  | 12     |
| Cens/participació        | 3.647 | 74,3 | –      |

### Sant Julià de Lòria
| Partit                                     | Vots  | %    | Escons |
| ------------------------------------------ | ----- | ---- | ------ |
| Unió Laurediana - Partit Liberal d'Andorra | 824   | 100  | 12     |
| Vots en blanc                              | 460   | –    | –      |
| Vots nuls                                  | 17    | –    | –      |
| Total                                      | 1.301 | 100  | 12     |
| Cens/participació                          | 1.849 | 70,4 | –      |

### Escaldes-Engordany
| Partit                   | Vots  | %    | Escons |
| ------------------------ | ----- | ---- | ------ |
| Partit Liberal d'Andorra | 1.089 | 54,0 | 9      |
| Coalició pel Progrés     | 928   | 46,0 | 3      |
| Vots en blanc            | 148   | –    | –      |
| Vots nuls                | 11    | –    | –      |
| Total                    | 2.176 | 100  | 12     |
| Cens/participació        | 2.749 | 79,2 | –      |